# Jamie Andersonová
Jamie Louise Andersonová (* 13. září 1990 South Lake Tahoe) je americká snowboardistka. Má osm sourozenců, sestra Joanie Andersonová je vítězkou X Games ve snowboardcrossu.
Snowboardingu se věnuje od devíti let, od roku 2006 startuje v závodech Mezinárodní lyžařské federace. Na Zimních olympijských hrách 2014 vyhrála zlatou medaili při olympijské premiéře disciplíny slopestyle, vítězství obhájila na ZOH 2018 a stala se první dvojnásobnou olympijskou vítězkou ve snowboardingu. Na pchjongčchangské olympiádě se také zúčastnila první soutěže v big airu, kde obsadila druhé místo za Rakušankou Annou Gasserovou. Vyhrála celkovou klasifikaci Světového poháru v sezóně 2015/16. Je pětinásobnou vítězkou X Games ve slopestylu (2007, 2008, 2012, 2013 a 2018). V letech 2012, 2014 a 2016 získala ESPY Award v kategorii akčních sportů.